# Pablo Zaballa
Pablo Zaballa Busto (* 7. Juli 2000) ist ein spanischer Eishockeyspieler, der seit 2023 erneut beim CH Txuri Urdin in der Spanischen Superliga unter Vertrag steht.

## Karriere
Pablo Zaballa begann seine Karriere als Eishockeyspieler in der Okanagan Hockey Academy in Großbritannien. Mit 16 Jahren kehrte er nach Spanien zurück, wo er zunächst vorwiegend im Nachwuchsbereich des CH Huarte spielte, aber auch zu ersten Einsätzen für Milenio Logroño in der spanischen Superliga kam. Von 2018 bis 2021 spielte er für den CH Txuri Urdin und gewann 2019 mit den Basken den spanischen Meistertitel. Nach zwei weiteren Jahren beim CH Huarte kehrte er 2023 zum CH Txuri Urdin zurück.

### International
Für Spanien nahm Zaballa im Juniorenbereich an den U18-Weltmeisterschaften 2017 und 2018, als er als Topscorer des Turniers auch zum besten Spieler seiner Mannschaft gewählt wurde, sowie den U20-Weltmeisterschaften 2019 und 2020, als er erneut zum besten Spieler seiner Mannschaft gewählt wurde, jeweils in der Division II teil.
Im Seniorenbereich stand er erstmals bei der Weltmeisterschaft 2019 in der Division II im spanischen Aufgebot. Auch Weltmeisterschaft 2022 und 2023, als ihm mit den Iberern nach zwölf Jahren die Rückkehr in die Division I gelang, spielte er in der Division II. Zudem vertrat er seine Farben bei der Olympiaqualifikation für die Winterspiele in Peking 2022.

## Erfolge und Auszeichnungen
- 2018 Aufstieg in die Division II, Gruppe A, bei der U18-Weltmeisterschaft der Division II, Gruppe B
- 2018 Topscorer bei der U18-Weltmeisterschaft der Division II, Gruppe B
- 2019 Spanischer Meister mit dem CH Txuri Urdin
- 2023 Aufstieg in die Division I, Gruppe B, bei der Weltmeisterschaft der Division II, Gruppe A